# Lárus Orri Sigurðsson
Lárus Orri Sigurðsson (Akureyri, 4 giugno 1973) è un allenatore di calcio ed ex calciatore islandese, di ruolo difensore.
Anche suo padre Sigurður Lárusson è stato un calciatore.

## Carriera

### Club
Ha giocato nelle prime due serie di Islanda e Inghilterra.

### Nazionale
Conta 42 partite con la Nazionale islandese.